# Église Saint-Maurice de Chamousset
L'église Saint-Maurice de Chamousset est une église catholique située en France à Chamousset, dans le département de la Savoie en région Auvergne-Rhône-Alpes.
L'édifice fait l'objet d'un classement au titre des monuments historiques depuis 1950.

## Historique
À la suite des traités d'Utrecht de 1713, il est décidé d'ériger une église à proximité de l'ancienne église détruite avec le château de Chamousset en 1597 par les troupes de Lesdiguières. Les travaux d'édification débutent en 1716 et s'achèvent en 1751 par le clocher.
Celui-ci est toutefois démoli quelques années plus tard par Antoine-Louis Albitte peu après le rattachement de la Savoie à la France de 1792 mais reconstruit en 1802.
L'église Saint-Maurice de Chamousset est classée au titre des monuments historiques par arrêté du 25 janvier 1950 en raison de son plan quadrilobé.

## Description
L'église Saint-Maurice s'inscrit dans le style du baroque savoyard tardif. Elle possède la particularité d'être édifiée sur un plan cruciforme quadrilobé dont les quatre absides s’ordonnent autour de la croisée centrale. Elle est meublée par un retable en stuc et quelques tableaux.